# Clunio fuscipennis
Clunio fuscipennis är en tvåvingeart som beskrevs av Wirth 1952. Clunio fuscipennis ingår i släktet Clunio och familjen fjädermyggor.
Artens utbredningsområde är Juan Fernández-öarna. Inga underarter finns listade i Catalogue of Life.